# Eurosystem

Logo Deutsche Bundesbank mit Hinweis auf das Eurosystem

Das Eurosystem ist die im Rahmen der Europäischen Währungsunion aus den nationalen Zentralbanken der Staaten der Eurozone und der Europäischen Zentralbank gebildete Organisationseinheit für den Euro.

## Allgemeines
Am 1. Januar 1999 ist die geldpolitische Verantwortung für den Euro-Währungsraum von den nationalen Zentralbanken der Staaten der Europäischen Wirtschafts- und Währungsunion auf das Eurosystem übergegangen. Deshalb ist auch die Deutsche Bundesbank seit Januar 1999 als nationale Zentralbank Deutschlands in das Eurosystem integriert. Seitdem hat nicht mehr die einzelne Zentralbank, sondern das Eurosystem die Verantwortung für die Geldpolitik. Die nationalen Zentralbanken der Mitgliedstaaten, die noch nicht dem Euro-Währungsraum beigetreten sind, gehören zwar zum Europäischen System der Zentralbanken (ESZB), nicht jedoch zum Eurosystem. Das Eurosystem soll so lange bestehen, bis alle EU-Mitgliedstaaten den Euro eingeführt haben.

## Aufgaben
Das Eurosystem nimmt die Hoheitsrechte bei der Geld- und Währungspolitik für die Mitgliedstaaten der Währungsunion wahr, vorrangiges Ziel des Eurosystems ist die Gewährleistung der Preisstabilität. Das Primärziel des Eurosystems ist die Gewährleistung der Preisniveaustabilität, Sekundärziel ist die Unterstützung der allgemeinen Wirtschaftspolitik in der Europäischen Union. Hauptaufgaben des Eurosystems sind die Festlegung und Ausführung der Geldpolitik der Gemeinschaft, die Durchführung der Devisenmarkttransaktionen sowie die Verwaltung der Währungsreserven.
Weitere Aufgaben des Eurosystems sind die Förderung des reibungslosen Funktionierens der Zahlungssysteme, Erhebung und Aufbereitung von Statistiken, Aufrechterhaltung der Stabilität des Finanzsystems, Bankenaufsicht (seit November 2014), Ausgabe von Euro-Banknoten und Gewährleistung ihrer Fälschungssicherheit und internationale Zusammenarbeit.

## Funktion
Dem Eurosystem sind Funktionen zugeordnet, und es besitzt eine eigene Organisation. Es wird von den Beschlussorganen der EZB (EZB-Rat) geleitet. Das Eurosystem erfüllt die Funktionen einer Zentralbank im Währungsgebiet des Euro und setzt eine gemeinsame Geldpolitik um. Beschließt beispielsweise der EZB-Rat eine Veränderung der Mindestreserven, so erfolgt die nationale Umsetzung durch die nationalen Zentralbanken im Namen des Eurosystems. Funktionell entspricht es dem Federal Reserve System in den USA.

## Abgrenzung
Das ESZB ist ein institutionalisierter Begriff, der ausschließlich die zusammengeschlossenen Zentralbanken im Rahmen des ESZB betrifft. Das Eurosystem nimmt seine Aufgaben über diese Institutionen wahr. Die Mitglieds-Zentralbanken des ESZB haben nur in eingeschränktem Maße Rechte und Pflichten, an der Erfüllung der Aufgaben des Eurosystems mitzuwirken.

## Liste der nationalen Zentralbanken im Eurosystem
- Europäische Union  – Europäische Zentralbank
  -  Belgien – Belgische Nationalbank
  -  Deutschland – Deutsche Bundesbank
  -  Estland – Eesti Pank
  -  Finnland – Suomen Pankki
  -  Frankreich – Banque de France
  -  Griechenland – Trapeza tis Ellados
  -  Irland – Central Bank and Financial Services Authority of Ireland
  -  Italien – Banca d’Italia
  -  Kroatien – Hrvatska narodna banka
  -  Lettland – Latvijas Banka
  -  Litauen – Lietuvos bankas
  -  Luxemburg – Luxemburger Zentralbank
  -  Malta – Bank Ċentrali ta’ Malta
  -  Niederlande – De Nederlandsche Bank
  -  Österreich – Oesterreichische Nationalbank
  -  Portugal – Banco de Portugal
  -  Slowakei – Národná banka Slovenska
  -  Slowenien – Banka Slovenije
  -  Spanien – Banco de España
  -  Zypern – Kentrikí Trápeza tis Kýprou